# Antonio Valentín Casanova
Antonio Valentín Casanova (Còrdova, 25 d'abril de 1965) és un exfutbolista andalús, que ocupava la posició de davanter.
Va començar a destacar al Reial Betis, amb qui debuta a primera divisió a la temporada 87/88, en la qual disputa 9 partits i marca dos gols. Durant els anys següents hi seria suplent al conjunt andalús, encara que gaudeix de força minuts. La temporada 90/91, juga 29 partits i marca 2 gols, però el Betis perd la categoria i baixa a Segona Divisió. La temporada 91/92 fitxa pel CE Castelló, que acabava de baixar també de la màxima categoria. És titular i marca un gol. A l'any posterior, passa a la suplència, però aconsegueix set gols en 17 partits. Després de militar al Córdoba CF, el 1995 fitxa pel CF Extremadura. Amb el club extremeny disputa 25 partits, en una temporada que culmina amb l'històric ascens dels d'Almendralejo a primera divisió.